# Казацца
Казацца (італ. Casazza) — муніципалітет в Італії, у регіоні Ломбардія,  провінція Бергамо.
Казацца розташована на відстані близько 480 км на північний захід від Рима, 65 км на північний схід від Мілана, 19 км на схід від Бергамо.
Населення — 4061 особа (2014).
Щорічний фестиваль відбувається 10 серпня. Покровитель — Святий Лаврентій.

## Демографія
Населення за роками:

Станом на 1 січня 2023 року в муніципалітеті офіційно проживало 635 іноземців з 43 країн, серед них 80 громадян країн Євросоюзу та 20 громадян України.

## Сусідні муніципалітети
- Альбіно
- Б'янцано
- Гаверина-Терме
- Гроне
- Монастероло-дель-Кастелло
- Спіноне-аль-Лаго
- Вігано-Сан-Мартіно